# Fredericia turistfilm
|  | Denne artikel er oprettet af botten Steenthbot ud fra en ekstern database. Den kan derfor have sproglige fejl eller mangler. Denne skabelon kan fjernes efter kontrol af indholdet. |

Fredericia turistfilm er en dansk dokumentarisk optagelse fra 1922.

## Handling
Vue over by. Omegnen. Havnen i Fredericia. Færger sejler ud. Hjuldamperfærge sejler ind i færgeleje. Togvogn ombord. Passagerer går fra borde. Ved voldene. Der sejles ind i færgelejet ved Strib på Fyn. Biler kører i land. Strand med badende. Der sejles ind i Fredericia havn. Strand med badeanstalt (strømbadebanstalten). Monument for søhelten Peter Buhl. Jødisk (mosaisk gravplads) kirkegård. Gadebilleder. Voldanlæg. Vold med port, biler kører igennem. Olaf Ryes minde. Klint og strand. Traktørsted. Mænd ved borde Hybylund. Voldport med trafik. Den tapre landsoldat. Gader. Vue over voldanlæg og by. Cykelstier langs voldene. Gadebilleder. Biltrafik. Havnen. Lille færge, "Jyden", kommer ind i Fredericia gamle havn fra Strib. Hvidt hus i grønne omgivelser. Jernbanespor. Meget flot film.